# Matrice (sociologia)
La matrice è un modello organizzativo che descrive propriamente l'organizzazione di un servizio che interagisce con progetti non necessariamente realizzati dal medesimo ente. 

## Storia
Ai fini della cronologia del modello occorre limitare l'analisi gestionale e nello specifico alle politiche di gestione del personale che si sono riscontrati nella storia:
1)modello tradizionale (1861-1924): il personale non si gestisce da sé, piuttosto è amministrato da qualcuno che ne assolve il ruolo al vertice; i contratti di lavoro sono imposti e non negoziati; la mission istituzionale è indipendente rispetto alle rivendicazioni del personale; l'ascesa di carriera è impostata sull'anzianità di servizio;
2)modello razionale (1924-1943): frammentazione delle istituzioni e controllo centralizzato; valutazione della dirigenza e non del personale;
3)modello gestionale: gestione del personale; differenziazione di profili, carriere e ruoli professionali; attenzione alle rivendicazioni sindacali;
4)modello strategico: focus sui codici deontologici; stimolazione alla partecipazione democratica; valorizzazione delle competenze; gestione strategica delle relazioni sindacali.
Secondo il matrix organization l'applicazione pratica si ottiene tramite la rassegna analitica di tutti i ruoli effettivi di un ente produttivo:
- presidenza: il department manager cioè il responsabile del servizio si occupa prevalentemente di rappresentare gli operatori all'estero e di approvare e firmare gli atti rilevanti, presiede le assemblee del servizio. Il Presidente vigila sul buon rispetto del progetto, si occupa di indirizzo, proposta e formazione dei direttori di distretto e valuta l'efficacia dei risultati;
- coordinamento o supervisione: distribuzione dei carichi di lavoro e assegna compiti per operatori e stagisti;
- segretaria: smista le telefonate, la posta e fissa gli appuntamenti;
- servizio postale: trasmissione di documenti e note tra un da all'altro realizzando da tecnici amministrativi, inutile segnarle la triste condizione di molti studenti tirocinanti che si trovano in tali inopportune incombenze;
- ufficio tecnico: risponde all'ente in cui è sito il servizio, es e si occupa delle riparazione agli impianti, del supporto tecnico del capitale fisso e di tutto ci; che concerne il funzionamento del capitale fisso;
- project manager: il responsabile di un progetto verso un cliente che a causa la propria situazione complessa ha bisogno di tale metodo, può essere un operatore anche di un'altra azienda;
- dirigenza: responsabile per ogni area o settore d'intervento dell'ente di riferimento es. innovazione e sviluppo, risorse umane, montaggio, etc;
- ispettori: vigilanza sugli uffici e controllo di conformità' delle norme.